# 山下規子
山下 規子（やました のりこ、現姓：西、1945年3月6日 - ）は、日本の元女子バレーボール選手。1972年ミュンヘンオリンピックバレーボール女子銀メダリスト。

## 来歴
山口県出身。
ライトアタッカーとして第3回から第5回の日本リーグ3連覇に貢献し、ユニチカ中心で構成された1972年ミュンヘンオリンピック代表に選出された。
娘は同じくバレーボール選手で四天王寺高等学校・デンソーエアリービーズに所属した西美保。

## 球歴
- 全日本代表としての主な国際大会出場歴
  - オリンピック - 1972年
  - 世界選手権 - 1970年

## 受賞歴
- 1970年 - 第3回日本リーグ ベスト6
- 1972年 - 第5回日本リーグ ベスト6

## 所属チーム
- 宇部女子高校
- ニチボー貝塚/ユニチカ貝塚（1963 - 1973年）